# Hans Richter (Schriftsteller)
Hermann Johannes Richter, Pseudonyme Maximilian Lahr und Hans Richter (* 12. Juli 1889 in Berlin; † 27. August 1941 in Dubno bei Lemberg) war ein deutscher Schriftsteller.

## Leben
Johannes Richter war der Sohn des Mathematikers und späteren Versicherungsdirektors (Richard) Hermann Richter und dessen Frau Maria Johanna Susanna, geb. Böhm. Nach Angaben des  „Führerlexikons“ von 1934/35 war Richter bereits 1929 Angehöriger des „NS Club von 1929“ und später auch NSKK-Mitglied. 1931 wurde er Vorsitzender des Verbands deutscher Erzähler, der nach der „Machtergreifung“ der Nationalsozialisten im Juni 1933 im neu gegründeten Reichsverband Deutscher Schriftsteller (RDS) aufging. Im RDS wurde Richter stellvertretender „Reichsführer“, musste diese Funktion aber im März 1935 wegen seiner Nichtmitgliedschaft in der NSDAP aufgeben.
Im Oktober 1933 unterschrieb er zusammen mit 87 weiteren Schriftstellern das Gelöbnis treuester Gefolgschaft für Adolf Hitler.
Nach Ende des Zweiten Weltkrieges wurde Richters Schrift Wache auf Dodoma (Scherl, Berlin 1943) in der Sowjetischen Besatzungszone auf die Liste der auszusondernden Literatur gesetzt. In der Deutschen Demokratischen Republik folgten auf diese Liste noch Hochzeit in Mutarara (Scherl, Berlin 1940) und Quartier im Elsaß (Scherl, Berlin 1941).
Aufgrund der vier in den 1920er Jahren von Richter verfassten utopischen Romane – Der Kanal (1923), Turmstaat (1926), T 1000 (1927) und Ozeania 3000 PS (1928) – gilt er als wichtiger deutscher Science-Fiction-Autor der Zeit zwischen den Kriegen.

## Werke
- Hochofen I, Leipzig 1923
- Der Kanal, Leipzig 1923
- Der Hüttenkönig, Leipzig 1924
- Tradition, Leipzig 1924
- Mein Italienbuch, Stuttgart 1925
- Mein Norwegenbuch, Stuttgart 1925
- Das Spielzeug Gottes, Leipzig 1925
- Sturmflut, Bremen 1925
- Vom Sterben der Romantik, Stuttgart 1925
- Turmstadt, Leipzig 1926
- Van Utrechts romantische Reise, Berlin 1926
- Fonti, Berlin 1927
- T 1000, Hannover 1927
- Die unbekümmerte Kläre, Berlin 1927
- Fernfieber, Berlin 1928
- Gravensteden, Hannover 1928
- Maschinen-Tom, Hannover 1928
- Ozeania 3000 P.S., Berlin 1928
- Die Wettfahrt mit dem Draug, Berlin 1928
- Auf Auswandererwegen nach Südamerika, Köln 1929
- Erzschlacht, Hannover 1929
- Fräulein Dr. med. Gudovius, Berlin 1929
- Pieter Mörs' Erbschaft, Berlin 1929
- Der Rheinjunge, Hannover 1929
- Die unter Tage, Berlin 1929
- Das Mädel mit dem Steuerknüppel, Hannover 1930 (1933 verfilmt als Mädels von heute)
- Der Springer von Pontresina, Berlin 1930 (1934 verfilmt)
- Ein Schiff fährt nach Süden, Berlin 1931
- Uns geht die Sonne nicht unter, Berlin 1931
- Der blaue Peter, Berlin 1932
- Marga und die Automobile, Berlin 1932
- Zickzack des Lebens, Berlin 1932
- Die Frau zwischen Noch und Schon, Berlin 1933
- Der Herr auf Rassehne, Berlin 1933
- Sommer am Thursee, Berlin 1933
- Gefesselte Flut, Berlin 1934
- Die Schule auf Woog, Berlin 1934
- Die letzte Kurve, Leipzig 1935
- Reeder Badong, Berlin 1935
- Schwester Sibylle und der Flieger, Berlin 1935
- Ferrols berühmtester Sohn, Berlin 1936
- Hier spricht Südost!, Leipzig 1936
- Wir suchen Rethra, Leipzig 1936
- Berliner Pflaster, Berlin 1937
- Das Fräulein von Jever, Oldenburg [u. a.] 1937 (unter dem Namen Maximilian Lahr)
- Der letzte Hafen, Berlin 1937
- Ein Reitermarsch, Oldenburg [u. a.] 1937 (unter dem Namen Maximilian Lahr)
- Der Wundergraf, Berlin 1937
- Wildjagd von Sternowo, Berlin 1938
- Wohin gehörst du, Marion?, Leipzig 1938
- Buntes Afrika, Berlin 1939
- Die graue Rinka, Berlin 1939
- Hochzeit in Mutarara, Berlin 1940
- Einsatz der Polizei, Berlin 1941
- Heimkehrer, Berlin 1941
- Kornemanns Kahn, Leipzig 1941
- Quartier im Elsaß, Berlin 1941
- Wache auf Dodoma, Berlin 1943